# Liste de films camerounais
Ci-dessous une liste des films produits par le cinéma camerounais. Cette liste est nécessairement incomplète. Elle est classée par ordre alphabétique du nom du réalisateur.

## Liste
- Maite Bimbia :
  - Secret Blood (2020)
- Salem Kedy :
  - Schenanigans (2019)
  - Mookepon  (2015)
  - La Fin d'Un Supplice (2016)
  - Bondi (2017)
  - Nenann, série (2018)
- Djimeli Lekpa Gervais :
  - Les Pape (2016)

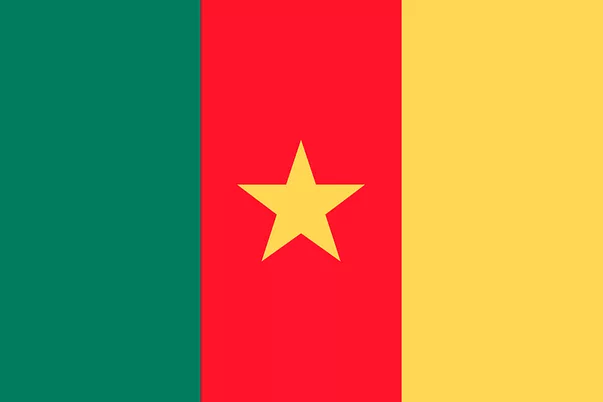
Drapeau du Cameroun.

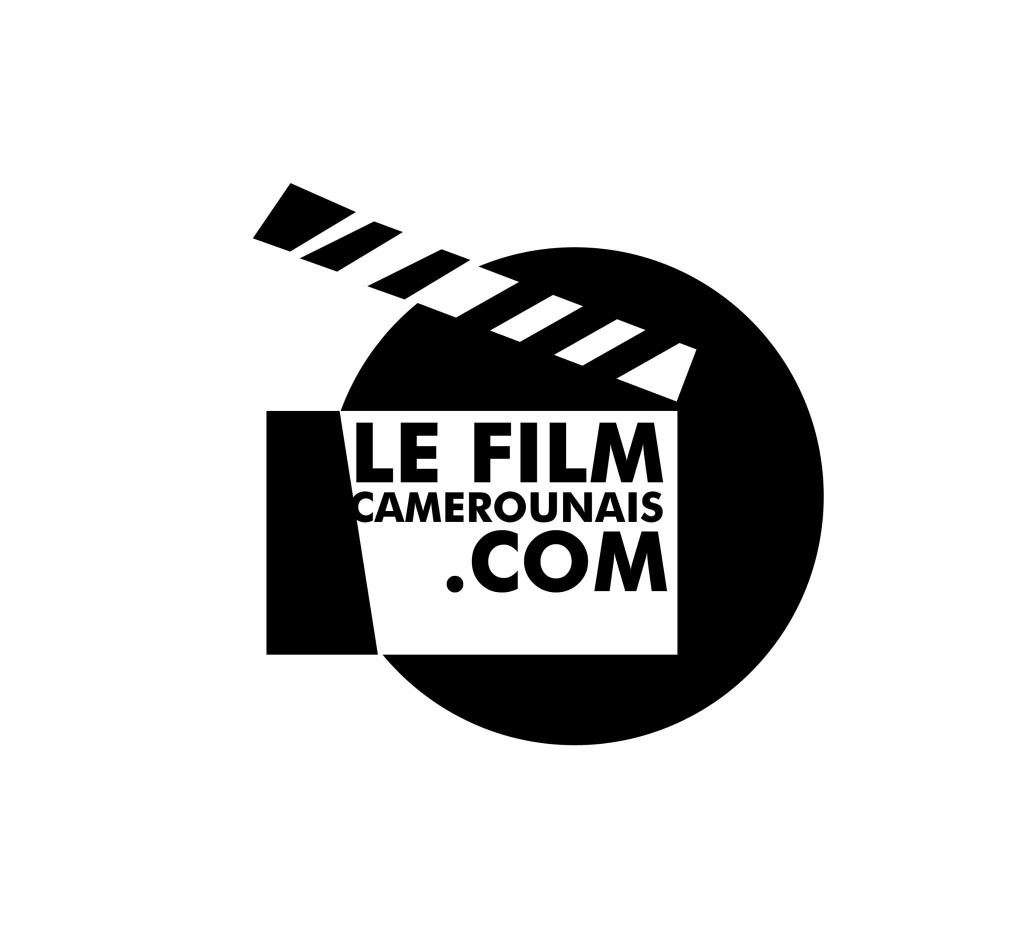

  - My African Dream, trilogie documentaire (2016)
  - Clandos Ultime Voyage (2008) - Vues d'Afrique Montreal
  - Impulsions (2007) - Short Film Corner du Festival de Cannes 2009
  - Oser ou s'exposer (2008)
- Léonce Moudindo
  - Kocta (2016)
  - Grigri (2015) Prix du jury festival pocket films cameroon
- Saimon William Kum
  - Behind (2017)
  - Hunted (2016)
- Sergio Marcello (Fouamno Serge) :
  - Le successeur (2001)
  - Network (2012)
  - Ntah'napi (2014) et Ntah'napi 2 (2017)
  - Insider (2015)
  - Le cœur d'Adzaï (2017)
- Ousmane Stephane (Stephane Kamdem) :
  - Le successeur (2001)
  - Et si c’était vous (2011)[1].
  - Ntah'napi (2014) et Ntah'napi 2 (2017)
  - Insider (2015)
  - Un amour à Malantouen (2018)
  - Passagers clandestins (2020)
  - Thé throne (2022)
- Blaise Ntedju:
  - Conséquences Tribales (2014)
  - Engagement mortel (2015)
  - Miranda  (2016)
  - Cauchemar vivant (2017)
  - Rancœur (2018)
  - Mon Sang (2019)
  - Le Karma de la Tchiza (2020)
- Bassek Ba Kobhio (concepteur et animateur du festival Écrans noirs) :
  - Sango Malo (1991)
  - Naissance d'une démocratie (1995)
  - Le Grand Blanc de Lambaréné (1994)
  - La Reine blanche
- Jean-Pierre Bekolo :
  - Quartier Mozart (1992)
  - Have you seen Franklin Roosevelt? (1994)
  - Le Complot d'Aristote (1996)
  - Les Saignantes (2005): 2e prix du FESPACO 2007 : Étalon d'argent
- Jean-Pierre Dikongué Pipa
  - Muna Moto (l'Enfant de l'autre): 1er prix du FESPACO 1976 : Étalon de Yennenga
  - Le Prix de la liberté (1978)
  - Histoires drôles, drôles de gens (1983)
  - Badiaga (1986)
  - Courte maladie (1987)
- Daniel Kamwa :
  - Boubou cravate (1972)
  - Pousse-pousse (1975)
  - Chantal Rega (1977)
  - La ligne du cœur (1978)
  - Novotel (1979)
  - Adum (1979)
  - Danse automate danse (1980)
  - Messe à Melen (1980)
  - Notre fille (1980)
  - Cam-air dix ans d'essor (1981)
  - Nous les fous du volant (1982)
  - Les fleurs du terroir (1983)
  - La petite fille trouvée (1987)
  - Totor (1994)
  - Le Cercle des pouvoirs (1997)
- Frank Thierry Lea Malle
  - Innocent(e) (2019)
  - L'Accord (2022)
- Gérard Lebrun-Mbiele :
  - L'Œil du Village (1990)
- Osvalde Lewat :
  - Au-delà de la peine (2003)
  - Une affaire de nègres (2009)
  - Un amour pendant la guerre (2005)
- Joséphine Ndagnou :
  - Paris à tout prix
- Jean-Paul Ngassa :
  - Aventure en France (1962)
  - Une nation est née (1970)
- Jules Takam :
  - L'Attente (1972)
  - L'Appât du gain (1979)
- Jean-Marie Teno :
  - De Ouaga à Douala en passant par Paris (1987)
  - Afrique, je te plumerai (1992)
  - La Tête dans les nuages (1994)
  - Clando (1996)
  - Vacances au Pays
  - Chef! (1999)
- Thérèse Sita-Bella :
  - Tam-tam à Paris (1963)
- Meli Francis :
  - Atchuelah, documentaire 52' (2012)
  - Mon enfant, mon combat, documentaire 104' (2015)
  - Cab on tour, documentaire 6' (2015)
- Margaret Fombe Fube :
  - Les femmes pompistes. Documentaire (1988)
  - Les femmes avocates. Documentaire (1989)
  - Les femmes bouchères. Documentaire (1994)
  - Ma’a nwambang (La femme qui récolte des noix de palme). Documentaire (1994)
  - Femmes et hommes en milieu rural camerounais : rôles, taches et responsabilités. Documentaire (1995)
  - La main dans la main. Documentaire (1995)
  - L'union fait la force. Documentaire (1995)
  - The female pastor. Documentaire (1996)
  - University of Yaounde I, teacher training college Bambili at crossroad. Documentaire (1996)
  - Ces gosses qui bossent. Documentaire (1997)
  - The living archive. Documentaire (2007)
- Tebo Njei
  - A little lie, a little kill (2014) [2]
- Thierry Ntamack [3]
  - Le Blanc d'Eyenga (2012)
  - Le Blanc d'Eyenga 2 (2014)
  - La Patrie d'abord !!! (2016)
  - Mon père, le Diable (2021)